# 할리스코목화쥐
할리스코목화쥐(Sigmodon mascotensis)는 비단털쥐과에 속하는 설치류이다. 멕시코에서만 발견된다.